# Belmonte in Sabina
Belmonte in Sabina – miejscowość i gmina we Włoszech, w regionie Lacjum, w prowincji Rieti.
Według danych na rok 2004 gminę zamieszkiwało 617 osób, 26,8 os./km².